# تقرير الهجرة في العالم
تقرير الهجرة في العالم هو المنشور الرئيسي للمنظمة الهجرة الدولية، ويقدم التقرير بيانات ومعلومات عن الهجرة البشرية إلى جانب تحليل مسائل الهجرة المعقدة والناشئة. يصدر التقرير كل سنتين وتقرير الهجرة العالمي لعام 2020 هو الإصدار العاشر من السلسلة.

## التاريخ
تُصدره منظمة الهجرة الدولية منذ عام 2000 بهدف توفير«فهم أفضل لحركات الهجرة الرئيسية التي تحدث في جميع أنحاء العالم». نشـر أول تقرير قبـل 20 عاما، وكان فـي البداية عبارة عن تقرير واحد مخصص لزيادة فهم الهجرة لدى واضعي السياسات وعامة الناس. وسعت الطبعة الأولى إلى تحقيق هذا الهدف من خلال تقديم «سرد موثوق للاتجاهات والقضايا والمشاكل المعاصرة في ميدان الهجرة الدولية». بالإضافة إلى تقديم مراجعة لأبرز اتجاهات الهجرة في كل المناطق الرئيسية حول العالم كذلك مناقشة بعض القضايا الرئيسية المتعلقة بسياسة الهجرة وبالأخص تلك التي تواجه المجتمع المدني.
أما الطبعات السبع اللاحقة، التي نشرت بين عامي 2003 و2015، فكانت تتمحور حول اهتمامات ومواضيع محددة. لكن في عام 2918، عندما أصبحت المنظمة الدولية للهجرة وكالة الهجرة الرسمية التابعة للأمم المتحدة، تم تعديل وإعادة هيكلة التقرير إلى جزأين. حتوي الجزء الأول على معلومات رئيسية عن الهجرة والمهاجرين من خلال تقديم ملخص عن البيانات الإحصائية المتاحة عن الهجرة. اما الجزء الثاني فيتضمن عدة فصول يتناول كل منها موضوع محدد مبني على تحاليل متوازنة وأدلة مثبتة متعلقة بمسائل الهجرة المعقدة والناشئة.

## الطبعات

### تقرير الهجرة في العالم لعام 2020
أُعدّ تقرير الهجرة في العالم لعام 2020، وهو العاشر في سلسلة تقارير الهجرة العالمية، للمساهمة في زيادة فهم الهجرة في أنحاء العالم كافّة. وتعرض هذه الطبعة الجديدة بيانات ومعلومات رئيسية عن الهجرة فضلاً عن فصول مواضيعية تتناول قضايا الهجرة ذات الأهمية البالغة، وقد نُظمت تنظيماً يركّز على إسهامين أساسيين للقراء على النحو التالي: الجزء الأول: اعتمد تنظيماً مماثلاً لطبعة 2018 حيث تناول معلومات رئيسية عن الهجرة والمهاجرين (بما في ذلك الإحصاءات الحديثة المتعلقة بالهجرة)؛ والجزء الثاني: قدم تحليل متوازن قائم على الأدلة لقضايا الهجرة المعقدة والناشئة ويتضمن المواضيع التالية:
- أفكار بشأن مساهمات المهاجرين في زمن تزداد فيه الاضطرابات والمعلومات المغلوطة
- الهجرة والإدماج والتماسك الاجتماعي: التحديات والمستجدات والفرص
- الهجرة والصحة: القضايا الراهنة والحوكمة والثغرات المعرفية
- الأطفال والهجرة غير الآمنة
- تنقل الإنسان والتكيف مع التغيير
- المهاجرون العالقون في الأزمات: السياقات والاستجابات والابتكار
- التطورات الأخيرة في الحوكمة العالمية للهجرة: تحديث تقرير الهجرة العالمية 2020

### تقرير الهجرة في العالم لعام 2018
خلافاً لتقارير الهجرة السبع السابقة التي تمحورت حول موضوع محدد، سعى تقرير الهجرة العالمي لعام 2018 إلى تقديم «معلومات عامة تساعد على تفسير أنماط الهجرة وعملياتها، بالإضافة إلى بوادر وتوصيات بشأن التحديات الرئيسية التي تحاول الدول التصدي لها أو سوف تواجهها قريباً».
يتألف الجزء الأول من التقرير من أربعة فصول أعدتها شعبة البحوث في المنظمة الدولية للهجرة. وهي تعتمد على تحليلات، بيانات ومعلومات نفذت من قبل خبراء وموظفين المنظمة الدولية للهجرة في جميع أنحاء العالم بهدف زيادة فهم الهجرة على الصعيدين العالمي والإقليمي. وعلى العكس من ذلك، يقوم بتأليف الجزء الثاني باحثون تطبيقيون وأكاديميون متخصصون في مجال الهجرة والتنقل ويعملون خارج المنظمة الدولية للهجرة. ويقدم الجزء الثاني تحليلات متوازنة قائمة على أدلة مثبتة لمسائل الهجرة المعقدة والناشئة. وتتنـول هــذه الفصول مجموعة من "قضايا الهجرة المعقدة والناشئة، تشمل ما يلي:
- الإدارة العالمية للهجرة: الهياكل الموجودة والتطورات الأخيرة
- التنقل والهجرة والتوصيل عبر الوطني
- فهم رحلات الهجرة من منظور المهاجر
- لتقارير الإعلامية عن المهاجرين والهجرة
- الهجرة، والتطّرف العنيف والاستبعاد الاجتماعي
- المهاجرون والمدن: تحديث تقرير الهجرة العالمية 2015

### الطبعات التي تتناول مواضيع محددة
بين عامي 2003 و2015، قامت المنظمة الدولية للهجرة بإصدار سبع طبعات مختلفة للتقرير العالمي للهجرة تمحورت كل منها حول موضوعاً محدداً. أبرز هذه المواضيع:
- تقرير الهجرة في العالم 2015: المهاجرون والمدن، شراكات جديدة لإدارة التنقل.[6]
- تقرير الهجرة في العالم 2013: حوار رفيع المستوي عن الهجرة الدولية والتنمية.[7]
- تقرير الهجرة في العالم 2011.: التواصل الفعال بشأن الهجرة.[8]
- تقرير الهجرة في العالم 2010: مستقبل الهجرة: بناء القدرات من أجل التغيير.[9]
- تقرير الهجرة في العالم 2008: إدارة حركة اليد العاملة في ظل الاقتصاد العالمي المتطور.[10]
- تقرير الهجرة في العالم 2005: تكاليف الهجرة الدولية وفوائدها.[11]
- تقرير الهجرة في العالم 2003: التحديات والاستجابات للأشخاص المتنقلين.[12]

### تقرير الهجرة في العالم لعام 2000
وعلى غرار طبعات 2018 و2020 لتقرير الهجرة في العالم، تنقسم طبعة عام 2000 إلى جزأين: قدم الجزء الأول بحث عن حجم الهجرة وخصائص المهاجرين الدوليين، بما في ذلك: أنواع الحركات الجارية؛ والعوامل التي تسهم في الهجرة؛ كذلك القضايا والسياسات المرتبطة بهذه الاتجاهات. وفي تسعة فصول منفصلة، استعرض الجزء الثاني اتجاهات الهجرة والتطورات الأخيرة في السياسات العامة خصوصاً في مناطق الهجرة الرئيسية في العالم. بالإضافة إلى ذلك تتضمن هذا الجزء تحاليل متعلقة بإدماج المهاجرين، ونتائج الهجرة غير القانونية، ومدى التعاون الإقليمي بين الدول.

## استخدامات التقرير

### تقرير الهجرة في العالم لعام 2020
نشرت وسائط إعلام مثل سي إن إن الإسبانية و”المنتدى الاقتصادي العالمي“ و”رويترز“ مقالات تستخدم تقرير الهجرة في العالم لعام 2020 كمصدر لمناقشة اتجاهات الهجرة المعاصرة.

### تقرير الهجرة في العالم لعام 2018
قد تمت الإشارة إلى تقرير الهجرة العالمي لعام 2018 في مجموعة واسعة من النواتج البحثية. وقد ورد التقرير في مقالات نشرت في المجلة الأكاديمية ذا لانسيت في خمس مناسبات، فضلاً عن الكتب الصادرة عن مطبعة جامعة كامبريدج  ومطبعة جامعة أوكسفورد. كما أعتمد كمصدر علمي في التقارير التي أصدرتها الحكومة الفنلندية  ومنظمة إنقاذ الطفولة The SAGE Handbook of International Migration، ودليل SAGE للهجرة الدولية، وتقرير الأمم المتحدة للسعادة في العالم لعام 2018، بالإضافة إلى موسوعة أبحاث أوكسفورد التي تركز على المهاجرين واللاجئين في أفريقيا.
وأوصى معهد سياسات الهجرة، في دليله المعنون «مسائل بيانات الهجرة»، بأن يكون التقرير مصدراً «للتقديرات الحالية والتاريخية للمهاجرين الدوليين حسب المقصد و/أو المنشأ». وتجدر الإشارة أنه أستخدم تقرير عام 2018 كمصدر للتحقق من الوقائع ومواجهة الادعاءات القائمة على كره الأجانب التي تم نشرها على مواقع التواصل الاجتماعي.

## تقرير الهجرة في العالم لعام 2020
تقرير الهجرة في العالم لعام 2020 هو العاشر في سلسلة تقارير الهجرة العالمية التي تصدرها المنظمة الدولية للهجرة. وقد صدر التقرير في 27 تشرين الثاني/نوفمبر 2019 في الدورة 110 لمجلس المنظمة الدولية للهجرة، وهو يتبع نفس هيكل وتنظيم طبعة عام 2018 ويسعى إلى «المساهمة في زيادة فهم الهجرة في جميع أنحاء العالم».

### فصول التقرير
يتضمن تقرير الهجرة في العالم لعام 2020 أحد عشر فصلاً، يقدم أولها استعراض عام للتقرير وعدداً من النقاط البارزة الواردة في الفصول. وتهدف الفصول العشرة الأخرى إلى تسليط الضوء على المداولات والمناقشات الجارية والمقبلة بشأن سياسات الهجرة من خلال توفير تحديد واضح للقضايا الرئيسية، واستعراض عام للبحوث والتحليلات ذات الصلة، بالإضافة إلى مناقشة الآثار المترتبة على البحوث وصنع السياسات في المستقبل.
يقـدم الفصـل الثاني اسـتعراضًا عاما للبيانات والاتجاهات العالمية بشأن أعداد المهاجرين الدوليين وتدفقات الهجرة الدوليـة. ويعــرض أيضاً مناقشــة بشــأن فئـات معينـة مــن المهاجريـن - وهــم العمال المهاجرون واللاجئون وملتمســو اللجـوء والمشردون داخليـًا والأشخاص عديمـو الجنسـية - وبشـأن التحويلات. إضافة إلـى ذلـك، يحيل الفصل إلـى مجموعة البيانـات البرنامجية الموجودة لــدى المنظمــة، ولا سـيما بشأن المهاجرين المفقودين، والمساعدة على العودة الطوعية، وإعادة الإدماج، وإعادة التوطين، وتتبع التشرد، والاتجار بالبشر.
يقدم الفصل الثالث مناقشة للأبعاد الإقليمية الرئيسـية للهجرة ومستجداتها. وتركز المناقشة على سـت مناطـق عالمية علـى النحو الـذي تحـدده إدارة الأمـم المتحـدة للشـؤون الاقتصاديـة والاجتماعيـة، وهـي: أفريقيا وآسيا وأوروبا وأمريكا اللاتينية والكاريبي وأمريكا الشمالية وأوقيانوسيا. ويتضمن التحليــل الخــاص بــكل منطقــة مـن هـذه المناطق لمحة عامة ومناقشة موجزة للإحصاءات السكانية الرئيسـية؛ بالإضافة إلى أوصافاً مقتضبة تناول ‘‘السمات والتطورات الرئيسية’’ فــي الهجرة في المنطقــة، اســتنادًا إلـى طائفة واسعة مــن البيانات والمعلومات والتحليلات، المستمدة مـن جهات شـتى تشمل المنظمات الدولية والباحثين والمحللين.
في ظل وجود قـدر كبيـر مـن البحوث والتحليـلات بشأن الهجرة تقوم بإنجازها ونشرها مجموعـة مـن الجهات الفاعلة، من قبـل الأكاديميين والحكومات والمنظمات الحكومية الدولية ومراكز التفكير، قام الفصل الرابع من التقرير بتقديم عرضاً انتقائيًا لهذه المساهمات. وتركز المضمون على نواتج بحوث الهجرة الصادرة عن الأوساط الأكاديمية والمنظمات الحكومية الدولية في عامي 2017 و2018.
أما الفصل الخامس الذي يفتتح الجزء الثاني من التقرير فيركز على مساهمات المهاجرين التاريخية والمعاصرة في مجتمعات المقصد فضلاً عن مساهماتهم في مجتمعاتهم الأصلية. ويركز الفصل، من هذا المنظور، على ثلاثة ميادين محورية من مساهمات المهاجرين: الاجتماعي الثقافي والمدني-السياسي والاقتصادي.
ويستعرض الفصل السادس مسألة إدماج المهاجرين في المجتمعات المضيفة حيث يتكيفون مع ثقافات وعادات وقيم اجتماعية ولغة جديدة. ويتم عرض هذا الموضوع من خلال مناقشة أدوار مختلف أصحاب المصلحة في ادماج المهاجرين على أكمل وجه والتشديد على أهمية تعزيز بيئات السياسات التي ترتبط بالإدماج ارتباطاً مباشراً أو غير مباشر.
ويقدم الفصل السابع تحليلاً عاماً للقضايا الرئيسية المرتبطة بالصحة والهجرة من حيث يبحث استجابات نظم الصحة والنهج السائدة فيها، فضلاً عن الثغرات التي تعتري حوكمة الهجرة والصحة. كما ويعرض الفصل الدروس المستخلصة من المبادئ التوجيهية بشأن الممارسة الجيدة والبرامج العالمية في مجالي الهجرة والصحة.
ويتناول الفصل الثامن هجرة الأطفال التي لا تتماشى مع النمط التقليدي للطفل المهاجر الذي يرافق أسرته أو يتبعها في بيئة آمنة، بل مع نمط الهجرة غير الآمنة، كالهجرة التي تحدث عبر مسارات غير نظامية من دون موافقة الأسرة. ويستكشف الفصل التحديات الرئيسية الناشئة التي تعترض الأطفال المهاجرين، ويختتم بالتفكير في أولويات السياسات والبحوث.
ويقدم الفصل التاسع استعراضاً للتنقل البشري والتكيف مع التغير البيئي والمناخي، ويدرس من ثم البحوث التجريبية من جميع أنحاء العالم. وتعرض فيه أمثلة شتى على سلوك التكيف من المناطق الإيكولوجية المختلفة المعرضة للخطر بوجه خاص من جراء تغير المناخ، وهي المناطق الجبلية والأراضي الجافة والساحلية، فضلاً عن المدن.
ويتناول الفصل العاشر الأزمـات التــي يعلق فيهــا المهاجرون. ويعــرض أمثلة علــى هــذه الأزمــات، مــن قبيــل الفيضانــات والأعاصير والنزاعات والأزمــة السياسيــة والاقتصاديـة، ويبحــث مــن ثــم المســاعدة الحاليــة المقدمــة فــي حالات الطوارئ والاستجابات العاجلــة فــي مجــال الحمايــة. ويستعرض الفصـل البيانـات الموجودة عـن المهاجرين المعرضين للخطر ولحـالات الضعـف فـي مختلـف البلدان ويقّيـم الثغرات.
ويقدم الفصل الحادي عشر والأخير معلومـات محدثـة عـن الفصـل المتعلـق بحوكمـة الهجـرة فـي تقريـر الهجـرة فـي العالم لعام 2018، فيوثق أهم المستجدات في حوكمة الهجرة العالمية في السنتين اللتين أعقبتا صدور آخر تقرير ويلخـص التغيــرات الطارئــة علــى الهيكـل المؤسسي لدعم الاتفاق العالمي مــن اجل الهجرة.

## الاستقبال النقدي
حظي تقرير الهجرة في العالم لعام 2020 بإشادة واسعة النطاق شملت جميع انحاء العالم.
لدى إصدار التقرير، عبرت العديد من الدول الأعضاء في المنظمة الدولية للهجرة عن إعجابها بمضمون التقرير وشددت على أهمية هذا التقرير للمساعدة في تعميق الفهم الجماعي لمختلف مظاهر الهجرة وتعقيداتها.
ورحبت الحكومة الكندية بالتقرير معلنة انه أداة ومرجع يستخدمه واضعو السياسات في جميع أنحاء العالم، بما في ذلك الحكومة الكندية والأوساط الأكاديمية والمجتمع المدني. وأفادت حكومة السلفادور أن تقرير الهجرة العالمي يبين كيف يمكن استخدام البيانات للمساعدة في فهم «الخصائص الأساسية للهجرة في هذه الأوقات غير المستقرة» واكد السفير الألماني، مايكل فون أونغرن - ستيرنبرغ، على قدرة تقرير الهجرة العالمي على مواجهة المعلومات المضللة والأنباء المزيفة، وقال إنه يعتقد أن ذلك سيساهم في إجراء مناقشة بناءة لمواضيع الهجرة الراهنة وسيضع الأسس للتعاون الدولي.
وحظي التقرير أيضاً بترحيب الصحف ومراكز البحوث والأكاديميين. وقال محرر في صحيفة "أفريقا تايمز" إن التقرير قدم "تقييماً شاملاً لدوافع الهجرة في أفريقيا والمجتمع الدولي الأوسع"، بينما أشارت البروفيسورة ليتيسيا فلوريز إسترادا، أستاذة علم الاجتماع في جامعة أوروبا، إلى احتواء التقرير على بحوث شاملة ومثيرة للاهتمام عن المهاجرين واللاجئين والقاصرين والمناخ كدافع للهجرة، والأخبار المزيفة (43). وقدم سام غروت سميث، من بعثة المملكة المتحدة لدى الأمم المتحدة، إشادة مماثلة، حيث رأى أن التقرير يتضمن "بيانات وتحليلات رائعة عن اتجاهات الهجرة وأقسام جيدة عن التكنولوجيا والمناخ. وعلقت جاكلين بهابى، أستاذة بجامعة هارفارد، على الطابع الموسوعي والشامل لتقرير الهجرة في العالم، مشيرة إلى أنها استعانت بعدة فصول لتعريف طلابها على مواضيع جديدة متعلقة بالهجرة، مضيفة أن المضمون سهل القراءة والأبحاث موثقة.
وسكان أوروبا، وهي شبكة مراكز البحوثِ الرائدة في أوروبا، اكدت على ضرورة قراءة التقرير من قبل الأشخاص المهتمين بإحصاءات واتجاهات الهجرة.

## التعاون
والتقرير مشروع تعاوني بامتياز، يعتمد على خبرة موظفي المنظمة الدولية للهجرة المتخصصين في تنفيذ برامج الهجرة، ووضع السياسات، والبحث والتحليل في مجال الهجرة، فضلاً عن كبار الباحثين في مجال الهجرة من جميع أنحاء العالم. وتتم مراجعته وتقيمه من قبل خبراء المنظمة الدولية للهجرة وكبار الأكاديميين في هذا النطاق، بما في ذلك:
- الدكتور ماروجا آسيس، مركز هجرة سكالابريني
- الأستاذ يورغن كارلينغ، بريو
- الأستاذ ستيفن كاسيلز، جامعة سيدني
- الدكتور هاورد دنكان، مشروع متروبوليس الكندي
- الأستاذ جبريل فال، كلية لندن للاقتصاد
- الأستاذ إليزابيث فيريس، جامعة جورج تاون
- الأستاذ فرانسوا جيمين، جامعة لييج والعلوم
- الأستاذ إيان غولدين، جامعة أكسفورد
- الأستاذ ساكيكو كانبارا، جامعة كوتشي
- الأستاذة سوزان مارتن، جامعة جورج تاون
- الأستاذ ماركو بيدروتي، جامعة نيوشاتل
- الأستاذ مارتن روهس، معهد الجامعة الأوروبية
- الأستاذ ناندو سيغونا، جامعة برمنغهام
- الأستاذ رونالد سكيلدون، جامعة ساسكس
- الدكتورة فليسيتي توماس، جامعة إكستر
- الأستاذة آنا ترياندافيليدو، جامعة رايرسون
- الأستاذ كاثي زيمرمان، كلية لندن للصحة العامة والطب المداري

## الروابط الخارجية
- تقرير الهجرة في العالم